# Lejeunea ulicina
Lejeunea ulicina là một loài Rêu trong họ Lejeuneaceae. Loài này được (Taylor) Gottsche mô tả khoa học đầu tiên năm 1845.